# Ricardo Teixeira (piloto)
Ricardo Teixeira (Lisboa, 2 de agosto de 1984) é um automobilista português-angolano.
Filho de pais angolanos, possui dupla nacionalidade e competiu utilizando ambas em vários momentos de sua carreira.

## Carreira

### Fórmula BMW
Teixeira começou sua carreira de piloto em 2001 competindo na Fórmula BMW Junior Cup em Portugal. Finalizou o campeonato na 20ª colocação.

### Fórmula 3
Teixeira mudou para a divisão National Class da Fórmula 3 Britânica em 2003, mas não correu naquele ano. Em 2003 ele competiu ocasionalmente na categoria ARP, obtendo uma vitória.
Ele voltou para o Campeonato Britânico em 2005 depois de dois anos fora. Competiu pela Carlin Motorsport, terminando em nono na categoria National. Na temporada seguinte, ele melhorou e terminou em sétimo. Competiu em 2007 e também em 2008 sem marcar ponto algum.

### GP2 Series
Ricardo Teixeira assinou com a equipe Trident Racing para competir na 5ª e 6ª etapas da temporada 2008-09 da GP2 Asia Series. Ele substituiu Frankie Provenzano, e foi o sétimo piloto a ocupar uma das duas vagas disponíveis da equipe. Foi o primeiro piloto angolano a alcançar este nível na história do automobilismo do país. A equipe manteve o piloto para a temporada de 2009 da GP2 Series. Ele se tornou o primeiro piloto a não se qualificar para um evento desde Christian Bakkerud em 2007, não conseguindo se classificar dentro do limite de 107% em relação ao primeiro colocado, Romain Grosjean, em Mônaco. Ele terminou a temporada na 26° posição, sem conseguir pontuar.

### Fórmula 2

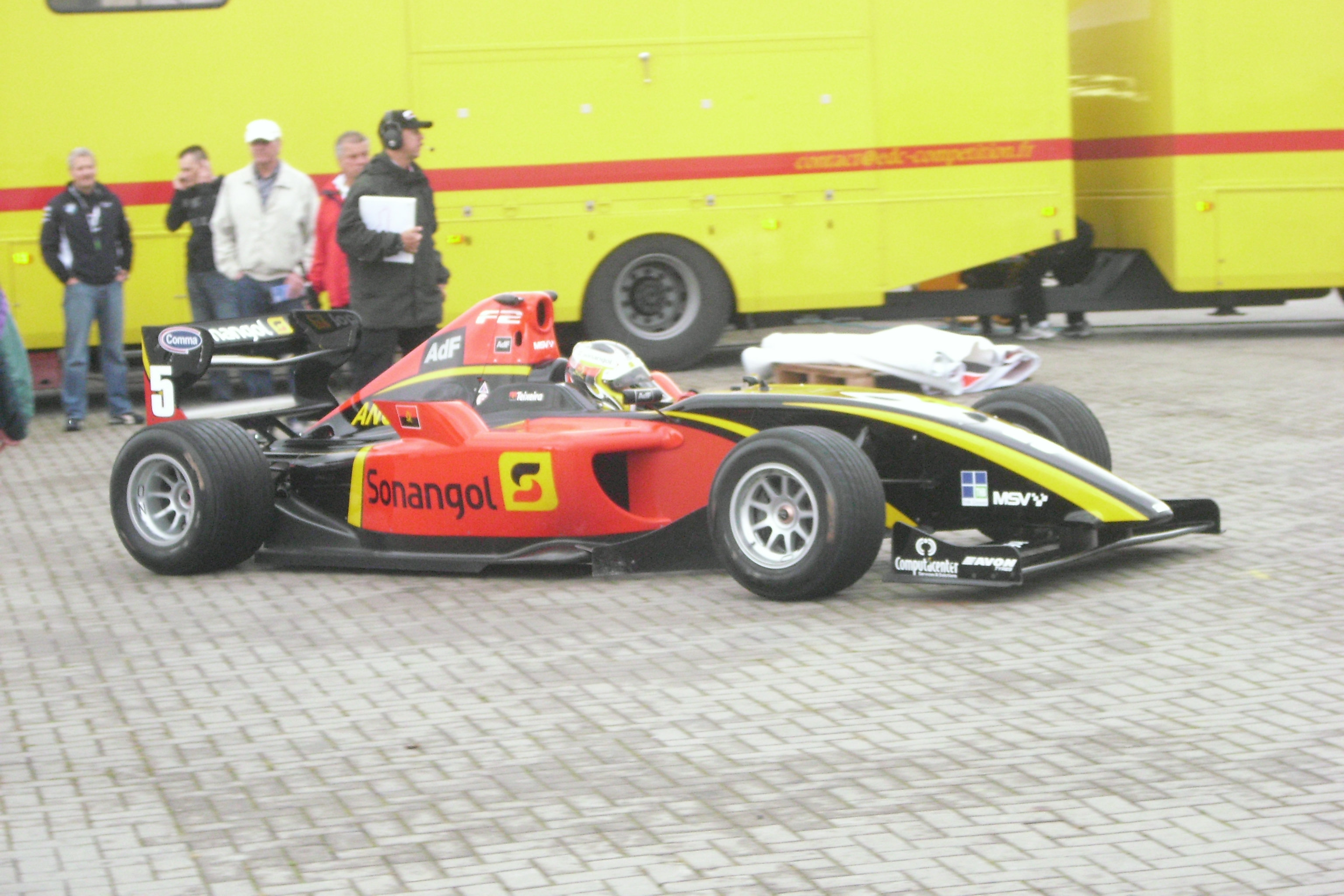
Teixeira na etapa de Oschersleben do Campeonato de Fórmula Dois da FIA de 2010.

Teixeira mudou-se para o antigo Campeonato de Fórmula Dois da FIA para competir a temporada de 2010. Ele terminou em quinto em sua terceira corrida da temporada, em Marrakech, mas sofreu um acidente na corrida seguinte, quando colidiu com Ivan Samarin na freada para uma chicane. Teixeira não se machucou no acidente.

### Fórmula 1
Depois de pilotar para a equipe Team Lotus nos testes da pré-temporada de Fórmula 1 de 2011, Teixeira foi confirmado como piloto de testes da equipe em março de 2011. Embora fosse português de nascimento, tornou-se o primeiro representante de Angola a pilotar um carro da categoria.
É patrocinado pela empresa petrolífera angolana Sonangol.

## Carreira
| 2001    | Fórmula BMW Junior Cup Iberia     | ?                                                   | ?                | ?                | ?                | 28               | 20th             |                  |                  |
| 2002    | Fórmula 3 Inglesa                 | Essencial Motorsport (N)                            | 0                | 0                | 0                | 0                | NC               |                  |                  |
| 2003    | ARP Formula 3 Championship        | Rowan Racing                                        | 5                | 0                | 1                | 47               | 8th              |                  |                  |
| 2005    | Fórmula 3 Inglesa                 | Carlin Motorsport (N)                               | 15               | 0                | 0                | 61               | 9th              |                  |                  |
| 2006    | Fórmula 3 Inglesa                 | Carlin Motorsport (N) Performance Racing Europe (N) | 14               | 0                | 0                | 74               | 7th              |                  |                  |
| 2007    | Fórmula 3 Inglesa                 | Performance Racing Europe                           | 22               | 0                | 0                | 0                | NC               |                  |                  |
| 2007    | ATS Formel 3 Cup                  | Rennsport Rössler                                   | 2                | 0                | 0                | 0                | NC               |                  |                  |
| 2007    | Masters of Formula 3              | Performance Racing Europe                           | 1                | 0                | 0                | N/A              | 24th             |                  |                  |
| 2008    | Fórmula 3 Inglesa                 | Ultimate Motorsport                                 | 20               | 0                | 0                | 0                | 21st             |                  |                  |
| 2008    | Masters of Formula 3              | Ultimate Motorsport                                 | 1                | 0                | 0                | N/A              | NC               |                  |                  |
| 2008–09 | GP2 Asia Series                   | Trident Racing                                      | 4                | 0                | 0                | 0                | 38th             |                  |                  |
| 2009    | GP2 Series                        | Trident Racing                                      | 18               | 0                | 0                | 0                | 26th             |                  |                  |
| 2010    | Campeonato de Fórmula Dois da FIA | MotorSport Vision                                   | 18               | 0                | 0                | 23               | 16th             |                  |                  |
| 2011    | Fórmula 1                         | Team Lotus                                          | Piloto de testes | Piloto de testes | Piloto de testes | Piloto de testes | Piloto de testes | Piloto de testes | Piloto de testes |

### Resultados na categoria GP2 Series
| Ano  | Equipe         | 1           | 2          | 3           | 4           | 5          | 6          | 7           | 8          | 9           | 10         | 11          | 12         | 13          | 14         | 15          | 16         | 17         | 18         | 19         | 20         | DC   | Pontos |
| ---- | -------------- | ----------- | ---------- | ----------- | ----------- | ---------- | ---------- | ----------- | ---------- | ----------- | ---------- | ----------- | ---------- | ----------- | ---------- | ----------- | ---------- | ---------- | ---------- | ---------- | ---------- | ---- | ------ |
| 2009 | Trident Racing | ESP FEA Ret | ESP SPR 20 | MON FEA DNQ | MON SPR DNQ | TUR FEA 14 | TUR SPR 18 | GBR FEA Ret | GBR SPR 18 | GER FEA Ret | GER SPR 15 | HUN FEA Ret | HUN SPR 19 | VAL FEA Ret | VAL SPR 14 | BEL FEA Ret | BEL SPR 14 | ITA FEA 16 | ITA SPR 14 | POR FEA 15 | POR SPR 21 | 26th | 0      |

#### GP2 Asia Series
| Ano     | Equipe         | 1       | 2       | 3       | 4       | 5        | 6        | 7       | 8       | 9          | 10         | 11          | 12           | DC   | Pontos |
| ------- | -------------- | ------- | ------- | ------- | ------- | -------- | -------- | ------- | ------- | ---------- | ---------- | ----------- | ------------ | ---- | ------ |
| 2008–09 | Trident Racing | CHN FEA | CHN SPR | DUB FEA | DUB SPR | BAR1 FEA | BAR1 SPR | CAT FEA | CAT SPR | MAL FEA 17 | MAL SPR 19 | BAR2 FEA 17 | BAR2 SPR Ret | 38th | 0      |